# Dietrich Albrecht
Dietrich Albrecht (Danzica, 4 febbraio 1940) è un ex calciatore tedesco naturalizzato statunitense.

## Carriera

### Club
Nativo di Danzica, all'epoca parte integrante della Germania, Albrecht si trasferì negli Stati Uniti d'America.
Dopo aver militato nel Blau Weiss Gottschee, passa nel New York Hungaria, con cui si aggiudicò la National Challenge Cup nel 1962, pur non giocando la finale.
Partecipò anche alla CONCACAF Champions' Cup 1963, e la sua squadra fu la prima società statunitense ad ottenere un successo in terra messicana, battendo per 3-2 l'Oro. Con i newyorkesi sarà estromesso dal torneo al turno successivo, eliminato dal Guadalajara.
Dopo aver giocato nel Newark Ukrainian Sitch, nel 1967 si trasferisce nel Philadelphia Spartans, società militante in NPSL I. Con gli Spartans ottiene il secondo posto della Estern Division, non riuscendo così a classificarsi per la finale del campionato.
L'anno seguente viene ingaggiato dal Cleveland Stokers, società con cui raggiunge le semifinali della North American Soccer League 1968, perse contro i futuri campioni dell'Atlanta Chiefs.
Nel 1969 passa al Baltimore Bays, chiudendo il campionato all'ultimo posto.
Nella stagione 1970-1971 Albrecht si trasferisce in Austria per giocare con lo Sturm Graz, terminando il campionato al dodicesimo posto. Con gli stiriani Albrecht partecipò anche alla Coppa delle Fiere 1970-1971, competizione dalla quale furono estromessi ai sedicesimi dagli inglesi dell'Arsenal.
Nel 1971 torna negli USA per giocare nuovamente con il New York Hungaria.

### Nazionale
Naturalizzato statunitense, Albrecht indossò la maglia degli USA in nove occasioni, esordendo nella sconfitta per 4-0 contro Israele.

## Statistiche

### Cronologia presenze e reti in Nazionale
| Cronologia completa delle presenze e delle reti in nazionale ― Stati Uniti | Cronologia completa delle presenze e delle reti in nazionale ― Stati Uniti | Cronologia completa delle presenze e delle reti in nazionale ― Stati Uniti | Cronologia completa delle presenze e delle reti in nazionale ― Stati Uniti | Cronologia completa delle presenze e delle reti in nazionale ― Stati Uniti | Cronologia completa delle presenze e delle reti in nazionale ― Stati Uniti | Cronologia completa delle presenze e delle reti in nazionale ― Stati Uniti | Cronologia completa delle presenze e delle reti in nazionale ― Stati Uniti |
| Data                                                                       | Città                                                                      | In casa                                                                    | Risultato                                                                  | Ospiti                                                                     | Competizione                                                               | Reti                                                                       | Note                                                                       |
| -------------------------------------------------------------------------- | -------------------------------------------------------------------------- | -------------------------------------------------------------------------- | -------------------------------------------------------------------------- | -------------------------------------------------------------------------- | -------------------------------------------------------------------------- | -------------------------------------------------------------------------- | -------------------------------------------------------------------------- |
| 25-9-1968                                                                  | Filadelfia                                                                 | Stati Uniti                                                                | 0 – 4                                                                      | Israele                                                                    | Amichevole                                                                 | -                                                                          |                                                                            |
| 17-10-1968                                                                 | Toronto                                                                    | Canada                                                                     | 4 – 2                                                                      | Stati Uniti                                                                | Qual. Mondiali 1970                                                        | -                                                                          |                                                                            |
| 20-10-1968                                                                 | Port-au-Prince                                                             | Haiti                                                                      | 3 – 6                                                                      | Stati Uniti                                                                | Amichevole                                                                 | 2                                                                          |                                                                            |
| 23-10-1968                                                                 | Port-au-Prince                                                             | Haiti                                                                      | 1 – 0                                                                      | Stati Uniti                                                                | Amichevole                                                                 | -                                                                          |                                                                            |
| 27-10-1968                                                                 | Atlanta                                                                    | Stati Uniti                                                                | 1 – 0                                                                      | Canada                                                                     | Qual. Mondiali 1970                                                        | 1                                                                          |                                                                            |
| 2-11-1968                                                                  | Kansas City                                                                | Stati Uniti                                                                | 6 – 2                                                                      | Bermuda                                                                    | Qual. Mondiali 1970                                                        | -                                                                          |                                                                            |
| 10-11-1968                                                                 | Hamilton                                                                   | Bermuda                                                                    | 0 – 2                                                                      | Stati Uniti                                                                | Qual. Mondiali 1970                                                        | -                                                                          |                                                                            |
| 20-4-1969                                                                  | Port-au-Prince                                                             | Haiti                                                                      | 2 – 0                                                                      | Stati Uniti                                                                | Qual. Mondiali 1970                                                        | -                                                                          |                                                                            |
| 10-5-1969                                                                  | San Diego                                                                  | Stati Uniti                                                                | 0 – 1                                                                      | Haiti                                                                      | Qual. Mondiali 1970                                                        | -                                                                          |                                                                            |
| Totale                                                                     |                                                                            | Presenze                                                                   | 9                                                                          |                                                                            | Reti                                                                       | 3                                                                          |                                                                            |

## Palmarès
- National Challenge Cup: 1

New York Hungaria: 1962